# 하비에르 페르난데스

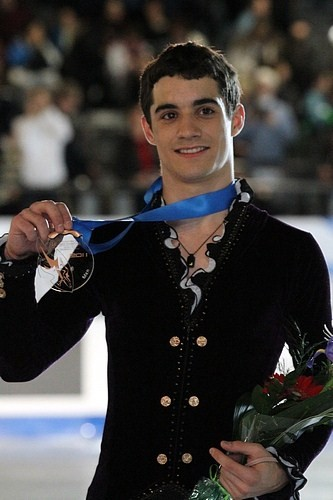

하비에르 페르난데스 로페스(스페인어: Javier Fernández López, 1991년 4월 15일~)는 스페인의 남자 피겨 스케이팅 선수이다. 스페인의 피겨 스케이팅 선수 중 현재까지 국제무대에서 가장 높은 성적을 올렸다. 2013년 유럽 선수권 대회에서 금메달, 2013년 세계 선수권에서 동메달을 땄는데, 100년이 넘는 전통을 자랑하는 이들 대회에서 입상한 최초의 스페인 선수이다. 일본의 피겨스케이팅 선수 안도 미키와 열애 중이였다.

## 같이 보기
- 브라이언 오서
- 하뉴 유즈루
- 패트릭 챈
- 데니스 텐